# Necromunda
Necromunda – gra bitewna stworzona przez Games Workshop. Została stworzona w 1995 roku, przeznaczona jest dla dwóch do czterech graczy. 
Przedstawia ona 41. tysiąclecie z perspektywy slumsów. Gracze zajmują się prowadzeniem gangów, rywalizujących o terytoria w dolnych partiach Hive Primus - największego z miast-kopców (Hive Cities) tytułowej planety Necromunda. W przeciętnej bitwie uczestniczy około 16 figurek. Dotychczas powstały trzy edycje tego systemu (1995, 2003 oraz 2017). 
Pierwsza edycja gry ukazała się w 1995 roku i obejmowała:
- Pudełkowy starter zawierający podręczniki z regułami dla 6 podstawowych frakcji, dwa gangi (Goliath i Orlock, figurki plastikowe), elementy scenerii
- Zestawy dodatkowe (gangi i pojedyncze modele metalowe)
- Pudełkowy dodatek Outlanders (nowe elementy scenerii i reguły dla kolejnych frakcji)
- Podręcznik w twardej oprawie stanowiący kompendium zasad podstawowych i Outlanders
- Publikacje na łamach miesięcznika White Dwarf
- Podręcznik Battles of Underhive stanowiący kompilację publikacji z miesięcznika White Dwarf

Druga edycja gry ukazała się w 2003 roku i obejmowała:
- Podręcznik Necromunda: Underhive
- Nowe wersje metalowych modeli dla wybranych frakcji
- Dodatkowe reguły udostępnione w formie darmowych plików do pobrania ze stron Specialist Games

Trzecia edycja gry ukazała się w 2017 roku i obejmuje:
- Pudełkowy starter Necromunda: Underhive zawierający podstawowe reguły dla 2 frakcji, dwa gangi (Esher i Goliath, figurki plastikowe), plastikowe elementy scenerii, tekturowe moduły planszy
- Zestawy dodatkowe (sześć podstawowych frakcji - zestawy plastikowych figurek)
- Podręczniki dodatkowe Gang War I-IV, rozszerzające podstawowe reguły o kampanię, zasady dla kolejnych frakcji
- Dodatkowe modele hired-guns wykonane z żywicy przez Forge World
- Podręczniki Necromunda Rulebook oraz Gangs of the Underhive, oba w twardej oprawie. Wydane pod koniec 2018 roku, zbierające zaktualizowane reguły ze startera i podręczników Gang War I-IV
- Publikacje na łamach miesięcznika White Dwarf (w tym reguły dla dwóch dodatkowych frakcji, później zaktualizowane i udostępnione za darmo w serwisie Warhammer Community)
- Zestawy kart i kości dedykowanych poszczególnym frakcjom
- Zestawy dodatkowych plansz i elementów scenerii